# Kreba-Neudorf
Kreba-Neudorf (szorb nyelven Chrjebja-Nowa Wjes) település Németországban, azon belül Szászország tartományban. Lakosainak száma 854 fő (2023. december 31.).

## Népesség
A település népességének változása:
| Lakosok száma | 878  | 866  | 847  | 857  | 854  |
|               | 2017 | 2019 | 2021 | 2022 | 2023 |